# ایناس فادی
ایناس فادی (عربی: إيناس فادي إد قيدوز؛ زادهٔ ۳ آوریل ۲۰۰۱) بازیکن فوتبال اهل اسپانیا است.
وی همچنین در تیم ملی فوتبال Morocco بازی کرده‌است.